# Lotte Ledl

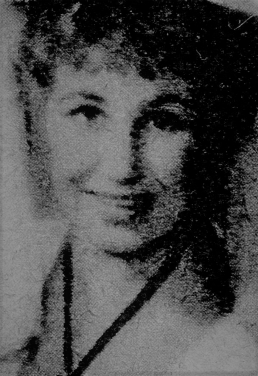
Lotte Ledl (ca. 1952)

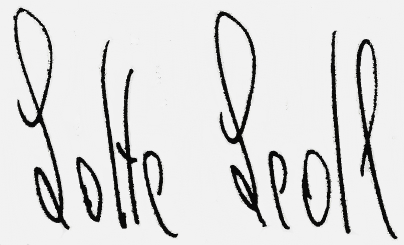

Lotte Ledl (* 16. März 1930 in Wien) ist eine österreichische Schauspielerin.

## Leben und Karriere
Sie absolvierte nach der Matura von 1949 bis 1951 das Max-Reinhardt-Seminar in Wien und debütierte als Helena in Shakespeares Ein Sommernachtstraum in Strobl. Danach spielte Lotte Ledl ab 1952 am Volkstheater und später im Theater am Parkring sowie am Residenztheater in München. 1963 wurde sie Mitglied des Burgtheaters. Darüber hinaus wirkte sie bei den Ruhrfestspielen, den Bregenzer Festspielen und den Salzburger Festspielen mit.
Lotte Ledl war bereits seit den 1950ern in vielen Filmrollen zu sehen. Eindeutig liebenswerte Figuren verkörperte sie nur selten, meist war sie die missgünstige Rivalin, einfältige Magd, schwierige Ehefrau oder boshafte Nachbarin. Seit den 1960er Jahren agierte sie auch in zahlreichen Fernsehspielen und -serien. Ihre letzte größere Rolle war die der Köchin Anna Kofler in der Unterhaltungsserie Schlosshotel Orth. Sie war mit dem Kameramann Sepp Riff verheiratet. Deren gemeinsamer Sohn ist der Musicaldarsteller, Tänzer und Choreograph Alexander Riff(-Ledl) (* 1966).

## Auszeichnungen
- 2003 Kulturmedaille des Landes Oberösterreich
- 2019 Verleihung des Berufstitels Kammerschauspielerin[1]

## Filmografie
- 1954: Der Förster vom Silberwald (Echo der Berge)
- 1955: Die Sennerin von St. Kathrein
- 1956: Dort oben, wo die Alpen glühen
- 1956: Hengst Maestoso Austria
- 1956: Husarenmanöver
- 1956: Kaiserjäger
- 1956: Försterliesel
- 1956: Der Schandfleck
- 1956: Holiday am Wörthersee
- 1957: Ober, zahlen!
- 1957: Dort in der Wachau
- 1957: Jungfrauenkrieg
- 1958: Ein Lied geht um die Welt
- 1959: Besuch aus heiterem Himmel
- 1960: Jenseits des Rheins (Le passage du Rhin)
- 1960: Das Kamel geht durch das Nadelöhr (TV)
- 1962: Max, der Taschendieb
- 1962: Straße der Verheißung
- 1963: Apartment-Zauber
- 1963: Liliom (TV)
- 1964: Schwejks Flegeljahre
- 1965: Der Alpenkönig und der Menschenfeind
- 1965: Der junge Törless
- 1965: Die Reise nach Steiermark (TV)
- 1965: Der Mörder ist flüchtig (TV-Serie Alarm in den Bergen)
- 1965: Heidi
- 1966: Der Fall Rouger (TV)
- 1967: Anastasia (TV)
- 1968: Die Klasse (TV)
- 1969: Ein Abend zu zweit (TV)
- 1969: Der irische Freiheitskampf (TV-Serie)
- 1970: Geld aus Sachsen, (TV-Serie Der Kurier der Kaiserin)
- 1970: Mein Vater, der Affe und ich
- 1971: Lawinengefahr (TV-Serie Toni und Veronika)
- 1971: Der Geschäftsfreund (TV-Serie Wenn der Vater mit dem Sohne)
- 1971: Rudi, benimm dich!
- 1971: Der Prokurator oder Die Liebe der schönen Bianca (TV)
- 1971: Ein Strich durch die Rechnung (TV-Serie Hamburg Transit)
- 1972–1975: Elternschule (TV-Serie, in der Rolle als Mutter mit Alfred Böhm als Vater)
- 1973: Wenn jeder Tag ein Sonntag wär
- 1976: Schwarzer Sprit (TV-Serie Jörg Preda berichtet)
- 1976: Unterwegs in den Karawanken (TV-Serie Jörg Preda berichtet)
- 1977: Cella oder Die Überwinder (TV)
- 1977: Der Unverbesserliche (TV)
- 1978: Abendfrieden (TV-Serie Derrick)
- 1981: Am Abgrund (TV-Serie Derrick)
- 1982: Die Fahrt nach Lindau (TV-Serie Derrick)
- 1983: Liebe hat ihren Preis (TV-Serie Der Alte)
- 1984: Der Sonne entgegen (TV-Serie)
- 1985: Schumanns Winterreise (TV-Serie Ich heirate eine Familie)
- 1985: Die Tote in der Sauna (TV-Serie Der Alte)
- 1986: 38 – Auch das war Wien
- 1987: Das andere Leben (TV)
- 1987: Anruf in der Nacht (TV-Serie Derrick)
- 1987: Tatort – Superzwölfer (TV)
- 1988: Heiteres Bezirksgericht (TV-Serie)
- 1988: Der Leihopa (TV-Serie)
- 1989: Die Stimme des Mörders (TV-Serie Derrick)
- 1989: Die Kälte des Lebens (TV-Serie Derrick)
- 1990: Roda Roda (TV-Serie)
- 1991: Das Gericht (TV-Serie Der Alte)
- 1992: Tafelspitz
- 1993: Die skandalösen Frauen (TV)
- 1995: Die Nacht der Nächte (TV)
- 1995: Ein fast perfekter Seitensprung
- 1995: Schwarze Tage (TV)
- 1996–2006: Schloßhotel Orth (TV-Serie)
- 1997: Eine fast perfekte Scheidung
- 1997: Lamorte (TV)
- 1998: Ein tiefer Fall (TV-Serie Die Neue – Eine Frau mit Kaliber)
- 1999: Eine fast perfekte Hochzeit
- 1999: Stella di mare – Hilfe, wir erben ein Schiff! (TV)
- 1999: Der Hund muß weg (TV)
- 2000: Aktion C+M+B (TV)
- 2001: Der schöne Tod (TV-Serie Kommissar Rex)
- 2007: Die Geschworene (TV)
- 2007: Muttis Liebling (TV)
- 2007: Lissi und der wilde Kaiser (Synchronstimme)
- 2008: Zwei Weihnachtsmänner (TV), Rolle Verkäuferin Wilma
- 2011/12: My Fair Lady (Musical, Stadttheater Klagenfurt), Rolle der Mutter von Prof. Higgins
- 2012: Wilma Wabe (TV-Serie Schnell ermittelt)
- 2014: Der Anständige
- 2014: Katzenzungen

## Hörspiele
- 1972: Oskar Zemme: Schlafstörung (Rosi) – Regie: Ferry Bauer (SFB/ORF)
- 1984: Otto Brusatti: Die letzten Stunden der Menschheit – Regie: Otto Brusatti (ORF/WDR)